# Bagan Melibur
Bagan Melibur is een bestuurslaag in het regentschap Kepulauan Meranti van de provincie Riau, Indonesië. Bagan Melibur telt 2595 inwoners (volkstelling 2010).